# نوک‌نهنگ بلنویل
نوک‌نهنگ بلنویل آب‌بازی عضو سرده میان‌دندان‌ها است که بیشترین گستره زندگی در میان اعضای این سرده را داراست و به نسبت دیگر اعضا بیشتر مشاهدات ثبت شده بیشتری دارد. هانری دو بلنویل این گونه را در سال ۱۸۱۷ از روی نمونه استخوان جمجمه آن شناسایی و طبقه‌بندی کرد. از آنجا فک این جانور بسیار ضخیم بود، نام densirostris (واژه‌ای لاتین به معنای «نوک ضخیم») بر آن گذاشته شد. این آب‌باز در آب‌های شمال شرقی باهاما زیر بررسی‌های بسیار قرار گرفته و برنامه‌ای برای شناسایی و عکس‌برداری از آن از سال ۲۰۰۲ به این سو در حال اجرا است.

## توصیف ظاهری
بدن نوک‌نهنگ بلنویل سخت و مقاوم است ولی به نسبت دیگر اعضای سرده خود بدنی فشرده‌تر دارد. نرهای این گونه بسیار ساده تشخیص داده می‌شوند چرا که با آنکه فک پایینی، مانند بعضی دیگر اعضای میان‌دندان‌ها، در نزدیکی سر بالاآمدگی دارد، این بالاآمدگی زیاد بوده و پس از ارتفاع گرفتن زیاد، با شیبی ملایم به سوی سر حرکت می‌کند. پیش از این حرکت آرام شیب‌دار فک، دو دندان عاج دیده می‌شوند. استخوان‌های آرواره این نهنگ بسیار سخت با چگالی زیاد هستند و از هر استخوان شناخته‌شده دیگری چگالی و سختی مکانیکی بیشتری دارند. هنوز کاربرد چنین فک‌های سختی مشخص نیست چرا که چربی‌های کنار نوک و پوزه امکان به کار بردن این فک‌ها برای نبرد را خنثی می‌کنند. گمان بر این می‌رود که این فک‌ها می‌توانند در پژواک‌یابی یا نگهداری تعادل کاربرد داشته باشند.
ملون در سر این نهنگ صاف است و به سختی دیده می‌شود. رنگ بدن خاکستری تیره یا آبی تیره در بخش‌های بالایی و خاکستری روشن در بخش‌های زیرین است. سر اغلب به رنگ قهوه‌ای است. نرها بر روی بدن خود جای زخم‌هایی، که در میان این سرده معمول است، دارند. این زخم‌ها به دلیل نبرد میان هم یا گاز گرفتن کوسه‌ها پدید می‌آیند. حداقل طول بدن در نرهای بالغ به ۴٫۴ متر و وزن به ۸۰۰ کیلوگرم است. ماده‌ها نیز کمینه طولی برابر ۴٫۶ متر و وزنی برابر ۱ تن دارند. بچه‌ها در هنگام به دنیا آمدن طولی برابر ۱٫۹ متر و وزنی برابر ۶۰ کیلوگرم دارند.
نوک‌نهنگ‌های بلنویل در گروه‌هایی سه تا هفت نفره زندگی می‌کنند. میزان زمان زیر آب بودن با یک نفس‌گیری به بیش از ۲۲ دقیقه می‌رسد. هنگامی که این نهنگ‌ها برای نفس‌گیری به سطح آب می‌آیند، این کار را بسیار آرام و بی آب‌پاشی انجام می‌دهند. پژوهش‌ها نشان می‌دهند که این آب‌بازان در بالای ژرفای ۱۷۰ متری آب ساکت و بی‌صدا می‌مانند؛ رفتاری که می‌تواند به منظور جلوگیری از یافتن مکانشان و سپس شکار توسط نهنگ‌های قاتل باشد. این نهنگ‌ها از ماهی مرکب تغذیه می‌کنند.

## گستره و جمعیت
این گونه از نوک‌نهنگان در آب‌های گرم و استوایی سراسر جهان یافت می‌شود. به ساحل افتادن آن‌ها در کرانه‌های نووا اسکوشیا و ایسلند و جزایر بریتانیا و ژاپن و آفریقای جنوبی و کرانه‌های مرکزی شیلی و تاسمانی و زلاندنو دیده شده است. بیشترین تراکم این نهنگ‌ها را می‌توان در هاوایی و پلی‌نزی فرانسه و باهاما دید. این گونه مهاجرت نمی‌کند. با آنکه این نهنگ بسیار معمول و شناخته‌شده است، هیچ تخمینی از جمعیت جهانی آن وجود ندارد. این گونه همچنین گهگاه شکار شده است اما هیچ گاه طعمه مشخصی برای شکارچیان و ماهی‌گیران نبوده.